# جائزة فرنسا الكبرى 1999
جائزة فرنسا الكبرى 1999 هو سباق فورمولا 1 أقيم بتاريخ 27 يونيو 1999 في فرنسا. كان السابع من أصل 16 في بطولة العالم لسباقات الفورمولا واحد موسم 1999. حلّ الألماني هاينز هارالد فرينتزين أولا بينما جاء الفنلندي ميكا هاكينن في المركز الثاني وحصل على المركز الثالث البرازيلي روبنز باركيلو.